# Мрави у трави
Мрави у тpави (енгл. Ants In The Plants) је цртани филм креиран од стране Флејшер Стјудиоза, премијерно приказан у биоскопима, 15. марта 1940. године. Продуцент филма је био Макс Флејшер, режисер Дејв Флејшер; а аниматори су били Мајрон Волдман и Џорџ Морено. Музику за цртани филм компоновао је Семи Тимберг.  Био је део серије Color Classics, које је студио производио између 1934. и 1941.